# Richard Bergman
Richard Bergman (* 26. července 1956) je český textař, skladatel, spisovatel a malíř.

## Nejznámější hity (výběr)
- Decibely lásky - Michal David - (h:Michal David)
- Každý mi tě, lásko, závidí - Michal David - (h:František Janeček a Michal David)
- To je naše věc - Iveta Bartošová a Michal David - (h:František Janeček)
- To se oslaví - Michal David a Pavel Horňák a Markéta Muchová - (h:František Janeček)

## Tvorba
Mimo jiných napsal texty písní těmto zpěvákům: Iveta Bartošová, Michal David, Karel Gott, Stanislav Hložek, Pavel Horňák, Jakub Smolík.
- 2002 Poslání s podrazem - hudba, TV film [1]
- 2004 Vražda kočky domácí - hudba, TV film

### Diskografie
- kromě alb kde je uváděn jako skladatel, textař vyšli i alba:
- 2000 Barbie hity - Tommü records, MC, CD, autor textů
- 2001 DJ Furby - DJ Shelby, music party - Cesta kolem světa - Tommü records, MC, CD, autor textů
- 2002 Tom and Jerry - písničky o kouzelném prstenu - Tommü records, MC, CD, autor textů